# Salamandra Discos
Salamandra Discos fue un sello discográfico independiente español, fundado por el cantante Juan Sebastián, que publicó discos entre 1988 y 1993. 

## Historia
El proyecto nace cuando el productor Juan Sebastián y Jose Luis Márquez deciden montar un sello para dar salida a los proyectos emergentes de la, por entonces, prolífera escena musical madrileña. 
En 1988 publican Por amor al arte de Modestia Aparte, que se convierte en un éxito de ventas y permite a la compañía fichar a otras bandas y publicar discos que hoy están considerados muy importantes en la historia musical del España y Latinoamérica. 
Han publicado discos de Modestia Aparte, Terapia Nacional, Sara Montiel, La Llamada, Estrategia, El Regreso, Eva, Dinero Negro, etc
La compañía se declara en quiebra en 1993 y su catálogo es vendido a otras compañías como Discos Lollipop o Warner Music

## Discografía publicada

### LPs
| Referencia | Año  | Intérprete                       | Título                   |
| ---------- | ---- | -------------------------------- | ------------------------ |
| SD-301     | 1988 | Modestia Aparte                  | Por Amor Al Arte         |
| SD-302     | 1988 | Hoy Me Siento Italiano Y Musical | Días de vino y coplas    |
| SD-303     | 1989 | Modestia Aparte                  | Cosas de la edad         |
| SD-304     | 1990 | Dinero Negro                     | Dinero negro             |
| SD-305     | 1990 | L.T.D.                           | L.T.D                    |
| SD-306     | 1990 | Sara Montiel                     | A Flor de Piel           |
| SYD-307    | 1991 | Gdansk                           | Blessed In Our Millions  |
| SD-308     | 1991 | Terapia Nacional                 | Loco por ti              |
| SDR-309    | 1991 | Modestia Aparte                  | Levántate                |
| SD-310     | 1992 | Terapia Nacional                 | Por verte feliz          |
| SD-311     | 1992 | Javier Cuenca                    | La ciudad de las palomas |
| SD-313     | 1993 | La Llamada                       | Solo nos queda la música |
| SD-314     | 1993 | Arrojo                           | Arrojo vivo              |
| SD-315     | 1993 | Terapia Nacional                 | Cuestión de tiempo       |
| SD-316     | 1993 | Estrategia                       | Aquarium                 |

- Datos: Q111011943